# Triticum urartu
Triticum urartu, jednogodišnja biljka iz roda pšenica. Divlja je vrsta pšenica čija je domovina jugozapadna Azija, od istočnog Mediterana do Kavkaza i sjeverozapadnog Irana.
Jedan je od tri pretka heksaploidne pšenice T. aestivum (AU genom).